# فیزلهوفده
شهر فیزلهوفده (به آلمانی: Visselhövede) در ایالت نیدرزاکسن در کشور آلمان واقع شده‌است.